# Baruch Wenger
Baruch Wenger(uneori Wanger)  (în limba ebraică:ברוך ונגר, n.28 februarie1930 - d.22 noiembrie1988) a fost un activist și politician social democrat israelian, originar din România, unul din fondatorii orasului Karmiel din Israel,cel dintâi primar al localității.  

## Biografie
Baruch Beno Wenger s-a născut în 1930 la Câmpulung Moldovenesc, în Bucovina de sud, în România, ca fiu al lui Moses-Hirsch Wanger și al soției sale, Paula.
În 1941-1944 cu întreaga familie, a fost deportat de regimul Ion Antonescu din România în Transnistria.
Supraviețuind Holocaustului, în 1946 a emigrat în Palestina în cadrul emigrației "ilegale" pe un vapor care pe drum, a fost interceptat de flota militară britanică și Wenger, ca și ceilalți emigranți evrei de pe navă a fost arestat și trimis într-o tabără de refugiați în Cipru. În 1949, după întemeierea Statului Israel, i s-a permis să ajungă la destinație, în Israel. El s-a așezat ca agricultor în kibuțul Dagania Alef apoi în 1950, s-a înrolat în Armata Israeliană, în forțele de artilerie. A servit în armata activă  8 ani, fiind lăsat la vatră în 1958 cu gradul de maior.     
În viața civilă a lucrat ca funcționar la Ministerul Locuințelor. În cadrul funcției sale, în 1968 a fost numit responsabil al echipei de întemeiere a orașului Karmiel. Odată cu înființarea localității, a fost desemnat în 1971 de către ministrul de interne dr.Yosef Burg, ca președinte al Consiliului numit al localității, iar în 1973 cu 70% din voturile alegătorilor, a fost ales președinte al primului Consiliu ales, din partea blocului social democrat Maarakh. În 1985 Karmiel a fost declarat oraș, iar Wenger a devenit primul său primar. 
În timpul administrației conduse de Wenger, a benwficiat Karmielul de inființarea Colegiului ORT Braude, și de întemeierea Festivalului anual de dansuri. 
Wanger a murit în 1988,la 58 ani, în timpul exercitării funcției. La conducerea orașului i-a urmat Adi Eldar, care a fost primar până în 2018.

## Viața privată
Wenger a fost căsătorit de două ori și a avut trei copii din prima căsătorie - un fiu Tzahi (care a fost atasat militar al Israelului în țările scandinave), și două fiice Dalit și Yael, iar din a doua căsătorie, cu Miri, - un fiu Moshe Wenger, specialist in high tech și din 2020 directorul general al Companiei economice Karmiel și o fiică Yael, căsătorită Oren.

## In memoriam
- 18 mai 2018 - În amintirea sa s-a semnat acordul de înfrățire a orașelor Karmiel și Câmpulung Moldovenesc, orașul în care s-a născut.
- Școala ORT Psagot,[2] Centrul de arte și un parc din Karmiel îi poartă numele.

|                                                                         |  |
| Mormântul lui Baruch Wenger la Carmiel, plăcile orizontală și verticală |  |